# O Jardim do Outro Homem
O Jardim do Outro Homem es una película del año 2006 dirigida por Sol de Carvalho sobre su propio guion, escrito en colaboración con Joana Smith y Gonçalo Galväo Teles.

## Sinopsis
Sofía, una joven estudiante de Medicina en Mozambique, un país en el que muchos consideran que la educación de las mujeres es «arrojar agua en el jardín de otro hombre», afronta la necesidad de hacer elecciones que pueden afectar decisivamente a su futuro.
El filme integró la selección oficial de Global Film Initiative, una organización sin fines de lucro que apoya la cinematografía de los países en vías de desarrollo y promueve el entendimiento intercultural; se vale de programas educativos para alumnos de escuelas secundarias, exhibiciones fílmicas itinerantes y subsidios para películas de ficción.